# Міка Війнанен
Міка Війнанен (фін. Mika Viinanen; 21 липня 1979, м. Кааріна, Фінляндія) — фінський хокеїст, центральний/лівий нападник. 
Вихованець хокейної школи ТПС (Турку). Виступав за ТПС (Турку), «Спорт» (Вааса), «Лукко» (Раума), «Таппара» (Тампере), «Кярпят» (Оулу), «Трактор» (Челябінськ), ХК «Тімро», «Ільвес».
В чемпіонатах Фінляндії — 509 матчів (91+106), у плей-оф — 40 матчів (8+2). В чемпіонатах Швеції — 35 матчів (7+7).